# Estación de Vinaroz
Estación de Vinaroz vasútállomás Spanyolországban, Vinaròs településen.

## Vasútvonalak
Az állomást az alábbi vasútvonalak érintik:
- Tarragona-Valencia-vasútvonal

## Kapcsolódó állomások
A vasútállomáshoz az alábbi állomások vannak a legközelebb: